# Flacht
Flacht ist eine Ortsgemeinde im Rhein-Lahn-Kreis in Rheinland-Pfalz. Sie gehört der Verbandsgemeinde Aar-Einrich an.

## Geographie
Flacht liegt im Taunus vier Kilometer südlich von Limburg an der Lahn. Die Ortsgemeinde liegt im flachsten Bereich des Aartals an der unteren Aar.
Zu Flacht gehören auch die Wohnplätze Birkenhof und Hof Waldeck.
Nachbarorte von Flacht sind die Ortsgemeinden Holzheim (bereits Verbandsgemeinde Diez) im Norden, Niederneisen im Süden und Schönborn im Südwesten.

## Geschichte
Am 17. Februar 881 wurde in einer Urkunde der Abtei Prüm, (dort auch Wlattke genannt), erstmals eine Kirche in Flachta erwähnt.
Für die Herkunft des Namens gibt es verschiedene Erklärungen. Eine davon führt den Namen auf die Lage des Ortes im „Flachen“ zurück. Eine andere leitet den Namen vom althochdeutschen Wort „flahta“ für Flechte in der Bedeutung „Geflochtenes, Zaun, Hürde“ und der damals gängigen Praxis, Zäune zum Schutz vor Eindringlingen und wilden Tieren zu bauen, ab. Eine weitere Erklärung führt die Herkunft des Namens auf das Wort „flak“ für Wasser zurück.
Im Mittelalter gehörte Flacht der Wald-Markgenossenschaft „Fuchsenhell“ an. Zudem war Flacht Mittelpunkt eines Kirchspiels, zu dem Niederneisen, Holzheim und Linter eingepfarrt waren.
Im 17. Jahrhundert kam Flacht an das Haus Nassau. 1806 wurden das Amt Diez und somit das Kirchspiel Flacht erstmals dem Herzogtum Nassau zugeordnet, von 1813 bis 1815 kam Flacht noch einmal kurz zu Nassau-Oranien zurück, um bis zu dessen Annexion durch Preußen 1866 infolge des Deutschen Krieges wieder dem Herzogtum Nassau anzugehören. Von 1867 bis zu dessen Auflösung und der Bildung des Rhein-Lahn-Kreises gehörte Flacht zum Unterlahnkreis, der in seiner preußischen Zeit dem Regierungsbezirk Wiesbaden der Provinz Hessen-Nassau zugeordnet war.
1835 wurde die erste Flachter Schule gebaut und 1902/03 mit einem Anbau erweitert. Der Schulbetrieb wurde zum Schuljahr 1973/74 nach Niederneisen verlegt. 1850 bekam der Ort drei Laufbrunnen, 1899 eine Wasserleitung. Die 1887 eingerichtete Poststelle bekam 1905 einen Telefonanschluss. 1900 wurde der Flachter Bahnhof erbaut, 1910 das Rathaus, 1939 das evangelische Gemeindehaus, 1949 der erste und 1980 ein neuer Sportplatz.
Nach dem Zweiten Weltkrieg der französischen Besatzungszone zugewiesen, ist Flacht seit 1946 Teil des damals neu gebildeten Landes Rheinland-Pfalz und bis 1968 des Regierungsbezirks Montabaur, der in dem bis Ende 1999 bestehenden Regierungsbezirk Koblenz aufging. Im Zuge der rheinland-pfälzischen „Funktional- und Gebietsreform“ kam es 1971 zur Bildung der Verbandsgemeinde Hahnstätten, der die Ortsgemeinde Flacht bis 2019 angehörte und die dann in der Verbandsgemeinde Aar-Einrich aufging.
Die Einwohnerschaft entwickelte sich im 19. und 20. Jahrhundert wie folgt: 1843: 545 Einwohner, 1927: 692 Einwohner, 1964: 863 Einwohner.

## Religion

### Evangelische Kirchengemeinde Flacht
Zur evangelischen Kirchengemeinde Flacht gehören die benachbarten Orte Niederneisen und Holzheim. Die Kirchengemeinde gehört zum Evangelischen Dekanat Nassauer Land. Flacht ist seit der Reformation Mitte des 16. Jahrhunderts protestantisch.

### Judentum

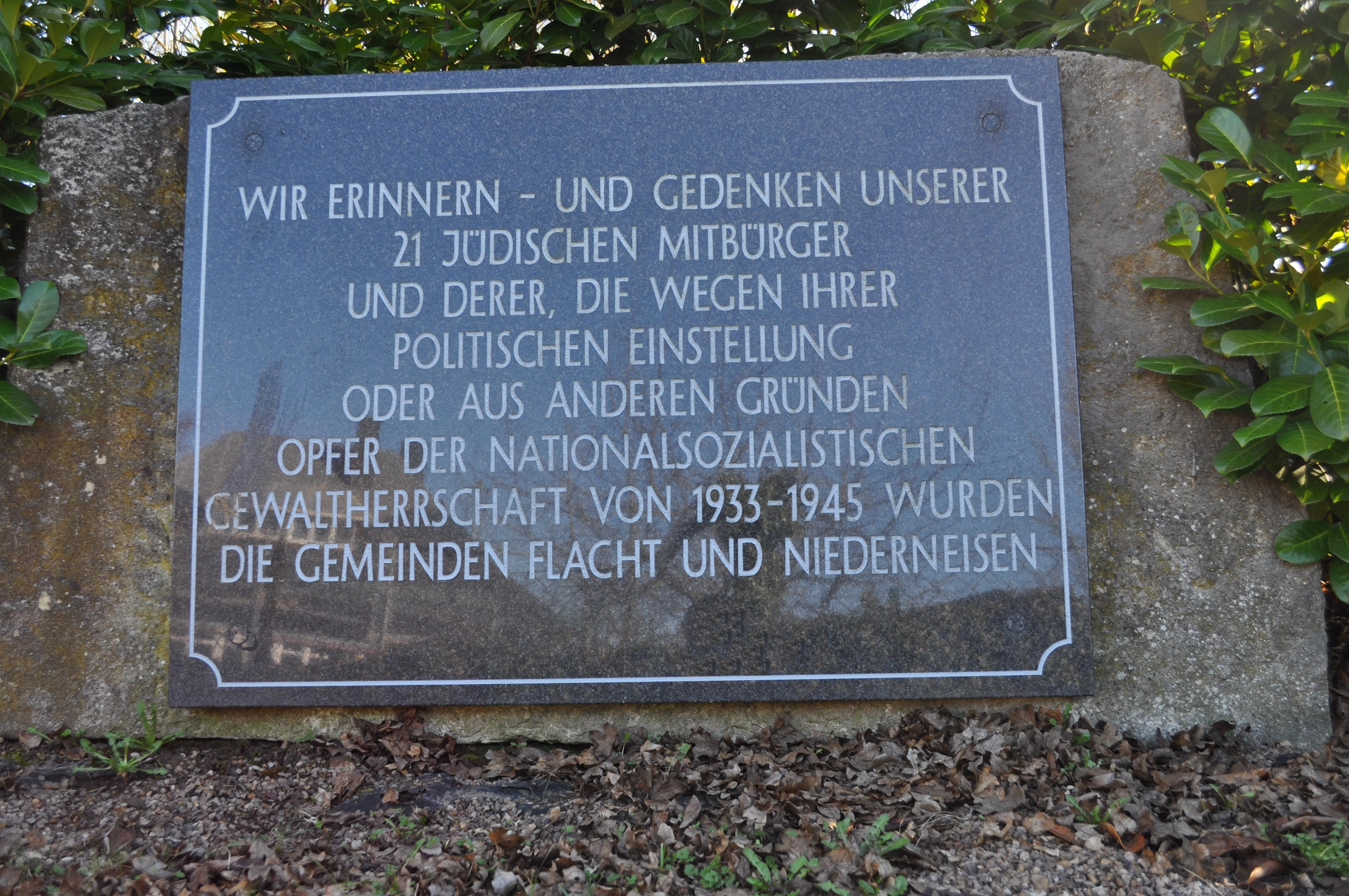
Gedenkstein jüdische Opfer

Mangels Urkunden kann nicht gesagt werden, ab wann Juden in Flacht lebten, Nachweise über jüdische Bürger in Flacht gibt es erst für die Zeit ab Mitte des 18. Jahrhunderts. Die jüdische Gemeinde in Flacht stellte mehrmals den Antrag zum Bau einer Synagoge, diese wurden jedoch mehrfach abgelehnt. Deshalb wurden wechselnd in Privathäusern „private Betstuben“ eingerichtet. 1928 erbte die Gemeinde das Haus „Hauptstraße 35“ in dessen Erdgeschoss eine Synagoge eingerichtet wurde. Im Zeitraum von 1843 bis 1933 wurden konstant zwischen 29 und 35 jüdische Bürger gezählt. Bis 1938 ging deren Zahl auf zwölf zurück. Während der Novemberpogrome 1938 wurden die Innenräume der Synagoge zerstört, Torarollen, Gebetbücher und Torawimpel auf die Straße geworfen und der Friedhof verwüstet. Am 11. November 1938 wurden die verbliebenen männlichen Erwachsenen in Konzentrationslager verschleppt. 1939 gab es in Flacht keine jüdischen Bürger mehr.
1962 wurde von Jehuda Leopold Frank auf dem jüdischen Friedhof ein Denkmal mit folgender Inschrift errichtet:
Zum Gedenken

an die in den

nationalsozialistischen

Konzentrationslagern

umgekommenen

jüdischen

Mitbürger

von Flacht und Niederneisen
Des Weiteren trägt dieses Denkmal 21 Namen von in Konzentrationslagern ermordeten jüdischen Bürgern aus Flacht und Niederneisen.

## Politik

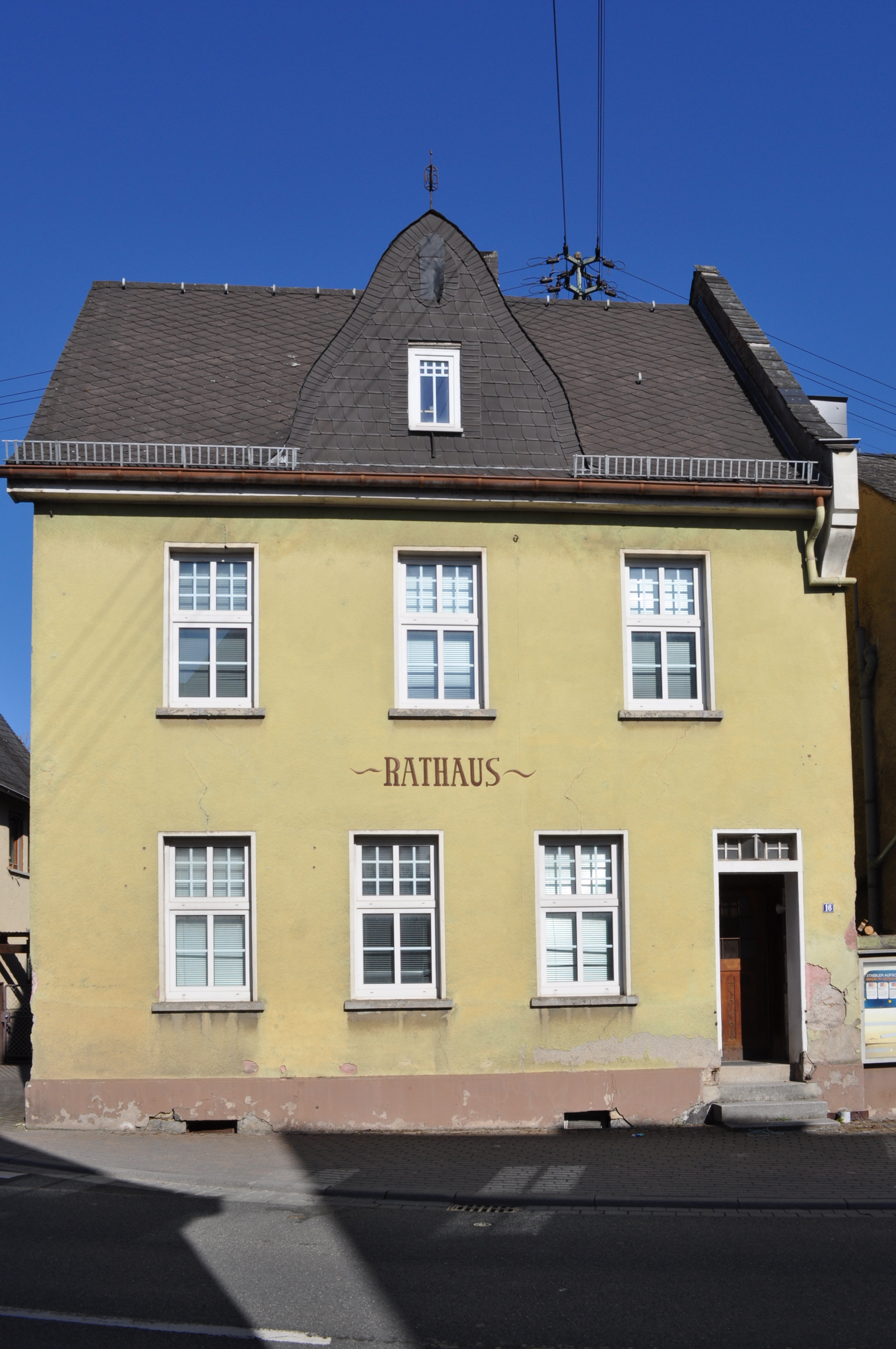
Ehemaliges Rathaus

### Gemeinderat
Der Gemeinderat in Flacht besteht aus 16 Ratsmitgliedern, die bei der Kommunalwahl am 9. Juni 2024 in einer personalisierten Verhältniswahl gewählt wurden, und dem ehrenamtlichen Ortsbürgermeister als Vorsitzendem.
Die Sitzverteilung im Gemeinderat:
| Wahl | SPD | CDU | FBL a | WGR b | WGS c | Gesamt   |
| ---- | --- | --- | ----- | ----- | ----- | -------- |
| 2024 | –   | –   | –     | 9     | 7     | 16 Sitze |
| 2019 | 6   | 3   | 7     | –     | –     | 16 Sitze |
| 2014 | 9   | 2   | 5     | –     | –     | 16 Sitze |
| 2009 | 8   | 3   | 5     | –     | –     | 16 Sitze |
| 2004 | 8   | 2   | 6     | –     | –     | 16 Sitze |

### Bürgermeister
Ortsbürgermeister von Flacht ist Timo Schneider (parteilos). Bei der Direktwahl am 26. Mai 2019 wurde er mit einem Stimmenanteil von 67,56 % gewählt und ist damit Nachfolger von Thomas Scheid (SPD), der nicht erneut für dieses Amt kandidiert hatte. Bei der Direktwahl am 9. Juni 2024 setzte er sich mit 68,3 % gegen einem Mitbewerber durch und wurde somit für weitere fünf Jahre in seinem Amt bestätigt.

### Wappen
| Wappen von Flacht | Blasonierung: „Schild gespalten, vorne in Rot zwei aus dem Spalt wachsende blaubewehrte goldene herschauende Löwen, hinten in Gold ein roter Kelch (Ciborium).“ |
| Wappen von Flacht | Wappenbegründung: Der aus der Erbschaft der Grafen von Diez stammende Ort führte ein S(IGEL) DES GERICHT ZV FLACHT, das von 1553 bis 1635 belegt ist. Es zeigt über dem Diezer Leopardenschild wachsend einen Heiligen, der in der Rechten einen Bischofsstab und in der Linken den Hostienkelch hält. Als Wappen lässt sich dies Siegelbild nicht ansprechen, so dass wir den (nicht zu bestimmenden) Schutzpatron durch sein Attribut charakterisieren und dieses mit dem Emblem der alten Landesherren in eine heraldische Verbindung bringen. Die Tingierung geht von den diezischen Farben aus. Die Gemeindesiegel seit 1816 haben kein Bild enthalten. |

## Bauwerke

### Evangelische Kirche
Die bei der Ersterwähnung Flachts im Jahre 881 genannte und zur Abtei Prüm gehörende Kirche ging zu einem unbekannten Zeitpunkt vor 1226 an das St. Florinstift in Koblenz über und verblieb in dessen Eigentum bis zur Reformation. Der viergiebelige Westturm ist der älteste Teil der Kirche und deutet auf eine Bauzeit um 1200 hin. Der Chor ist gotisch und zeigt freigelegte Wandmalereien. Der Bau des Kirchenschiffs erfolgte um 1700 und ist seit 1778 in der heutigen Form. Das Kircheninnere ist durch eine barocke Ausstattung geprägt; ebenfalls dieser Epoche entstammen Orgelprospekt und Kanzel. Zu drei Seiten befinden sich Emporen, die von toskanischen Säulen getragen werden. Die Kirche ist mit drei Glocken ausgestattet, deren älteste, „Anna“, 1499 gefertigt wurde. 1838 gab es noch einmal größere Umbauten an der Kirche und von 1968 bis 1969 eine grundlegende Renovierung, bei der zwei Grabplatten aus dem 17. Jahrhundert entdeckt wurden.

### Alte Flachter Mühle
„Undig der Kirche“ wurde 1405 erstmals eine Getreidemühle erwähnt, die damals ebenso wie die Kirche in Besitz des St. Florinstifts Koblenz war. 1604 ging sie in Besitz des Landesherren über, seit 1873 ist sie in Privatbesitz.

### Aartalhalle
1889 wurde vom Turn- und Fechtclub e. V. eine Turnhalle gebaut, die 1931 und 1966 renoviert und erweitert wurde. Von 2008 bis 2009 wurde die Halle für 1,4 Millionen Euro saniert.
Siehe auch: Liste der Kulturdenkmäler in Flacht

## Wirtschaft und Infrastruktur

### Öffentliche Einrichtungen
Die „Alte Schule“ von Flacht wurde 1987 zum Rathaus und Bürgerhaus umgebaut.
In Flacht gibt es die evangelische Kindertagesstätte „Unterm Sternenzelt“.

### Bildung
Zur Grundschule im benachbarten Niederneisen wird eine Busverbindung angeboten. Nächstgelegene weiterführende Schulen befinden sich in Diez, Hahnstätten und Limburg.

### Verkehr

#### Straße
Die B 54 verläuft in Nord-Süd-Richtung durch Flacht. Die nächstgelegene Autobahnanschlussstelle befindet sich an der A 3 in Limburg, etwa 7 km nordöstlich von Flacht.

#### Schiene

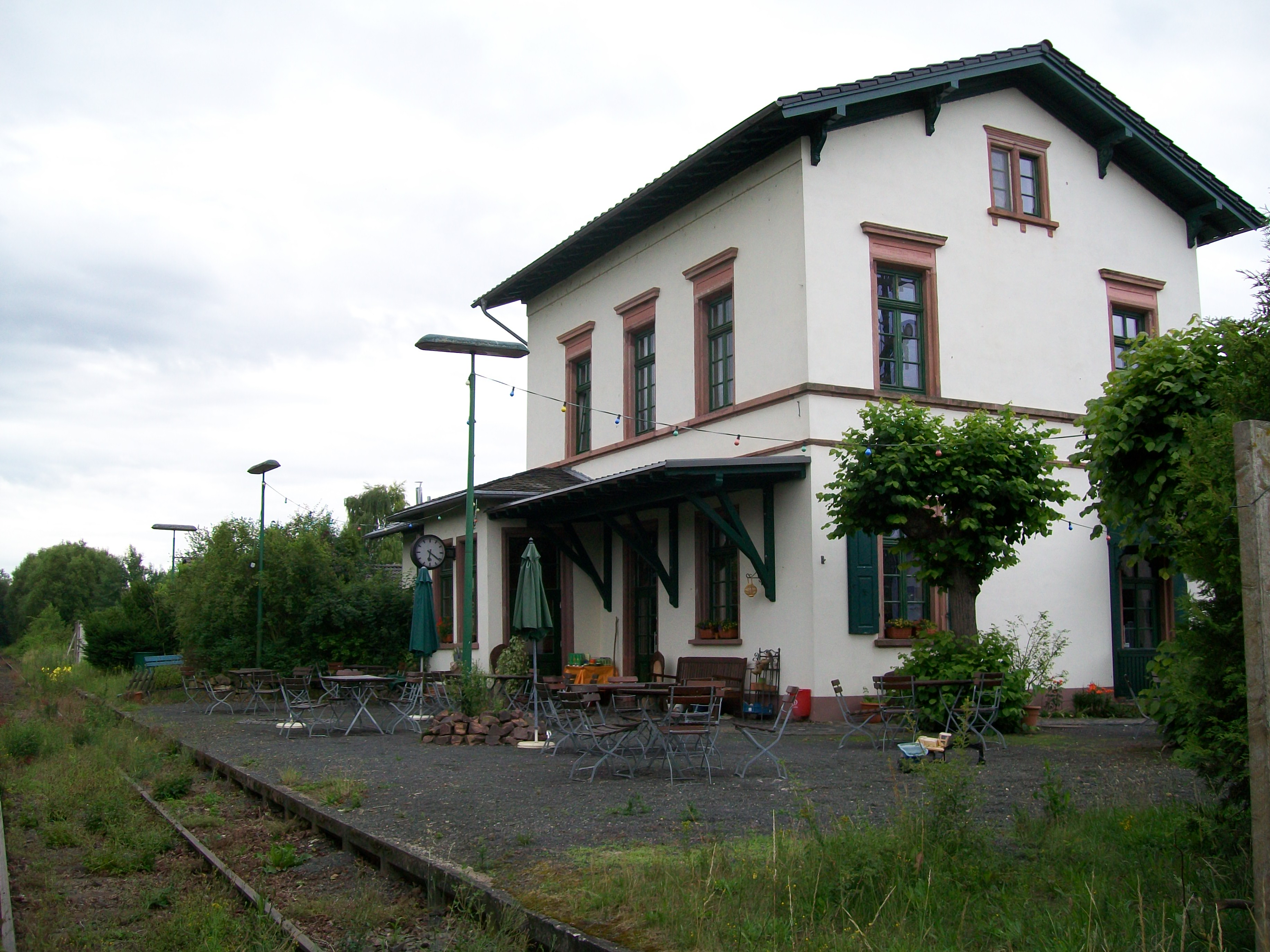
Der stillgelegte Bahnhof (mit inzwischen ebenfalls geschlossener und zu Wohnräumen umfunktionierter Gastwirtschaft)

Flacht hat einen stillgelegten Bahnhof an der Aartalbahn. Der Streckenabschnitt von Diez nach Zollhaus, an dem auch Flacht liegt, wurde am 1. Juni 1870 in Betrieb genommen. Der Personenverkehr wurde 1986 eingestellt und ist seitdem durch Busverkehr ersetzt. Planungen aus dem Jahr 2008 sahen vor, ab Dezember 2014 die Aartalbahn auf dem Streckenabschnitt von Limburg nach Zollhaus für den Personenverkehr mit einem Stundentakt zu reaktivieren, eine Umsetzung erfolgte jedoch nicht.
Das Bahnhofsgebäude in Flacht wurde um 1900 gebaut und 1990 verkauft. Seitdem wurde es als Gaststätte genutzt, inzwischen aber zu reinen Wohnräumen umgebaut. Der „Arbeitskreis Aartalbahn“ führt Handhebeldraisinenfahrten zwischen Diez und Zollhaus durch.

#### Radweg
In unmittelbarer Nähe zum Bahnhof verlaufen der Aar-Höhenweg und der Aartal-Rad- und Wanderweg.

## Persönlichkeiten, Söhne und Töchter
- August Dern (1858–1930), Oberregierungsrat, Landesökonomierat, Bayerischer Landesinspektor für Weinbau[14]
- Wanda Döhring (1922–2012), für ihr Wirken im Bundesverband Rehabilitation vielfach geehrt
- Dieter Ehmann (1931–2013), Generaldirektor und Vorstandsvorsitzender der Aktiengesellschaften Sparkassen-Versicherung und Zentraleuropäische Versicherung in Stuttgart, lebte in Flacht[15]